# Slag bij Saint-Pierre

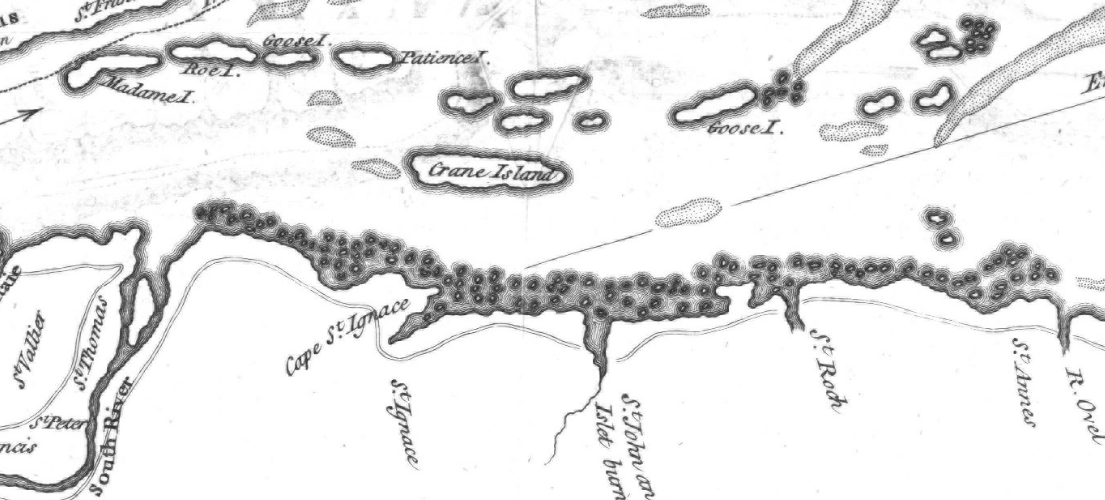
Kaart uit 1772

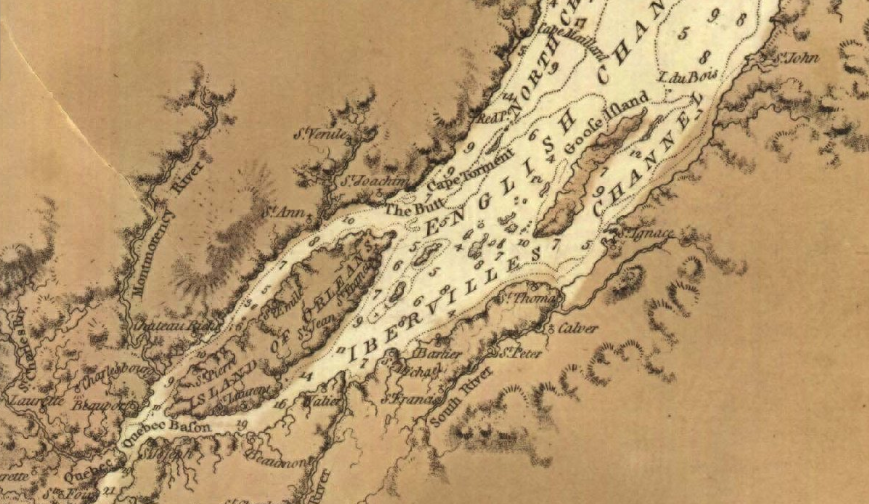
Kaart uit 1780

De Slag bij Saint-Pierre was een schermutseling op 25 maart 1776 nabij Saint-Pierre-de-la-Rivière-Sud in Quebec tijdens de Amerikaanse Onafhankelijkheidsoorlog.
Na de mislukte koloniale aanval op Quebec op 31 december 1775, besloten de kolonisten de stad te belegeren gedurende de ganse winter. Nabij Saint-Pierre-de-la-Rivière-Sud kwam het tot een treffen tussen het 2de Canadese Regiment, een regiment van onafhankelijkheidsgezinde Canadezen onder aanvoering van Clément Gosselin, en de Britsgezinde milities onder leiding van Louis Liénard de Beaujeu.
De Britsgezinde Canadezen zochten bescherming in een stenen hoeve, maar gaven zich spoedig over, nadat zij beseften dat hun positie onhoudbaar was geworden. Alhoewel het een beperkt treffen was, is het toch vermeldenswaardig omdat het een van de weinige schermutselingen was tussen hoofdzakelijk Canadese troepen.